# Csányoszró
Csányoszró – wieś i gmina w południowej części Węgier, w pobliżu miasta Sellye, niedaleko granicy chorwackiej.
Administracyjnie Csányoszró należy do powiatu Sellye, wchodzącego w skład komitatu Baranya i jest jedną z 35 gmin tego powiatu.